# Османська Аравія

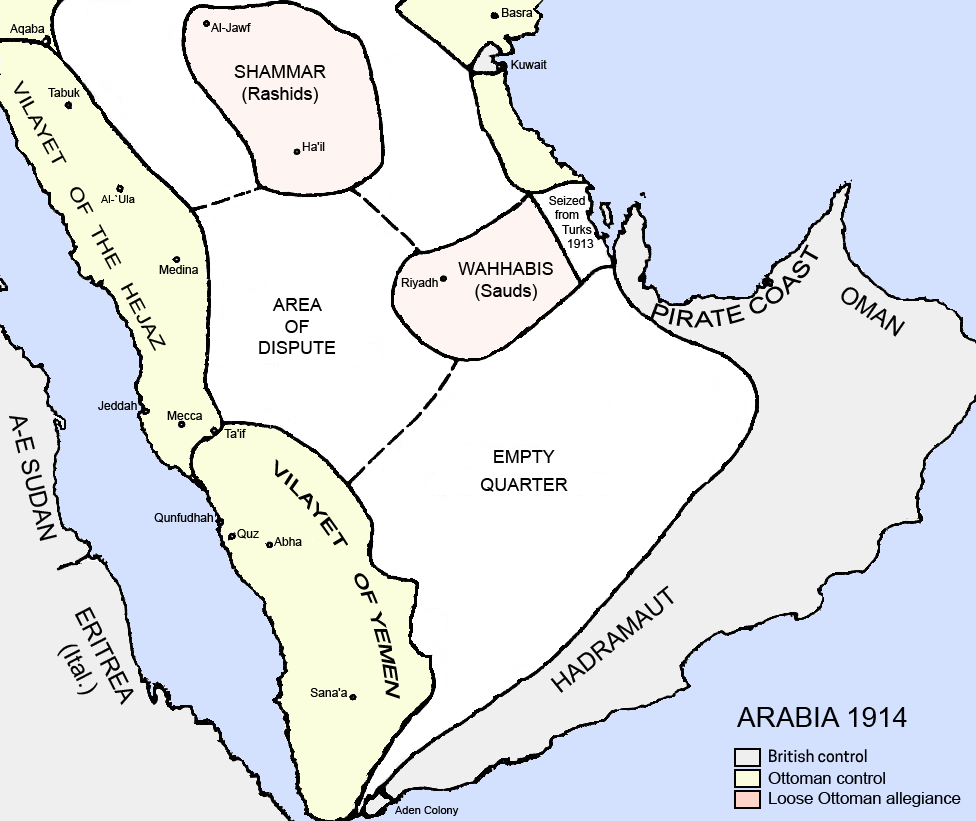
Аравійський півострів в 1914 році

Османська Аравія — історичний період в історії Аравії з 1517 року до 1918 року, протягом якого регіон перебував у залежності від Османської імперії. Ступінь османського контролю над регіоном змінювалася протягом чотирьох століть в залежності від сили або слабкості центральної влади.

## Історія

### Ранній період
У XVI столітті османи завоювали й встановили свій суверенітет над територіями, прилеглими до Червоного моря і Перської затоки (Хіджаз, Асир і Ель-Хаса). Основною метою цих завоювань було недопущення проникнення та посилення впливу португальців на узбережжі Червоного моря й Індійського океану. Ще в 1548 році шериф Мекки організовував набіги, які ставили за мету покарання племен Неджда, здійснювали набіги на оази в Хіджазу.

### Підйом Саудівської держави
У центральній частині Аравії з'являється династія Саудитів, яка відіграє важливу роль у формуванні незалежної арабської держави на півострові. У 1744 році амір Ед-Дірійя Мухаммад ібн Сауд взяв під захист богослова Мухаммада ібн Абд-аль-Ваххаба і прийняв його релігійне вчення, що згодом дістало назву ваххабізм. Протягом кількох десятиліть ібн-Сауд та його нащадки, спираючись на релігійний ентузіазм ваххабітів, зуміли підпорядкувати собі весь Неджд, захід і схід Аравійського півострова. Цей період прийнято називати Перше Саудівське держава. У 1792 році після смерті Мухаммада ібн Абд-аль-Ваххаба Саудити об'єднали в своїх руках верховну світську і духовну владу. У 1803 році Саудити захопили Мекку, а в 1804 — Медину і весь Хіджаз. Однак саудівська гегемонія в Аравії тривала недовго: в 1811 році з волі османського султана проти них виступив хедив Єгипту Мухаммед Алі. За сім років наполегливої боротьби Саудити втратили все: в 1818 році після п'ятимісячної облоги єгиптяни взяли їх столицю Ед-Дірійю і зрівняли з землею, амір Абдаллах I ібн Сауд був відправлений до Стамбула, де його обезголовили.
Проте вже в 1821 році родич страченого аміра Турки ібн Абдаллах підняв повстання проти османів, обравши в якості нової столиці місто Ер-Ріяд.
У 1824 році було засновано Другу Саудівську державу зі столицею в Ер-Ріяді. Ця держава проіснувала 67 років і було знищене давніми суперниками Саудів — кланом ар-Рашиді родом з Хаїлю. Сім'я Саудів була змушена бігти в Кувейт.

## Розпад Османської імперії
На початку XX століття османи зберігали суверенітет над більшою частиною Аравійського півострова, хоча в деяких районах цей суверенітет був номінальним. Півострів являв собою клаптеву ковдру з володінь племінних вождів. Шаріф Мекки зберігав силу і вплив в Хіджазу.
У 1902 році Ібн Сауд взяв під свій контроль Ер-Ріяд і весь Неджд, тим самим забезпечивши безперешкодне повернення Саудитів в Неджд. Отримавши підтримку іхванів, релігійного ополчення, натхненного ідеями ваххабізму Ібн Сауд зміг відвоювати у османів Ель-Хаса в 1913 році.
У 1916 році за підтримки Великої Британії шаріф Мекки Хусейн ібн Алі аль-Хашимі очолив пан - арабське повстання проти влади Османської імперії. Повсталі поставили собі за мету створити незалежну арабську державу. Хоча повстання 1916-1918 років не мала бажаного успіху, але падіння Османської імперії після поразки у Першій світовій війні поклала кінець чотирьохсотлітньому османському пануванню на Аравійському півострові.